# Irene Bernasconi
Irene Bernasconi (La Plata, 29 de setembre de 1896 - Buenos Aires, 7 de juliol de 1989) va ser una biòloga marina argentina especialitzada en recerca d'equinoderms i coneguda pel seu treball a l'Antàrtida, al sector argentí. Va ser la primera especialista d'equinoderms a l'Argentina i durant 55 anys va estar dirigint recerques d'equinoderms trobats al mar argentí. El seu focus principal eren les estrelles de mar; també buscava eriçons de mar i ofiuroïdeus.

## Activitat professional
En el curs de la seva carrera, Bernasconi va descriure nous gèneres i espècies. El 1935 va veure la llum la seva primera publicació taxonòmica, on va descriure una nova espècie del gènere Pteraster. El 1941 descrigué dues espècies noves del gènere Luidia. Entre 1937 i 1980, Bernasconi va revisar la taxonomia d'un bon nombre de famílies: Pterasteridae, Luidiidae, Odontasteridae, Gonisasteridae, Ganeriidae, Asterinidae i Echinasteridae. El 1965 va descriure el nou gènere Vemaster juntament amb quatre espècies noves.

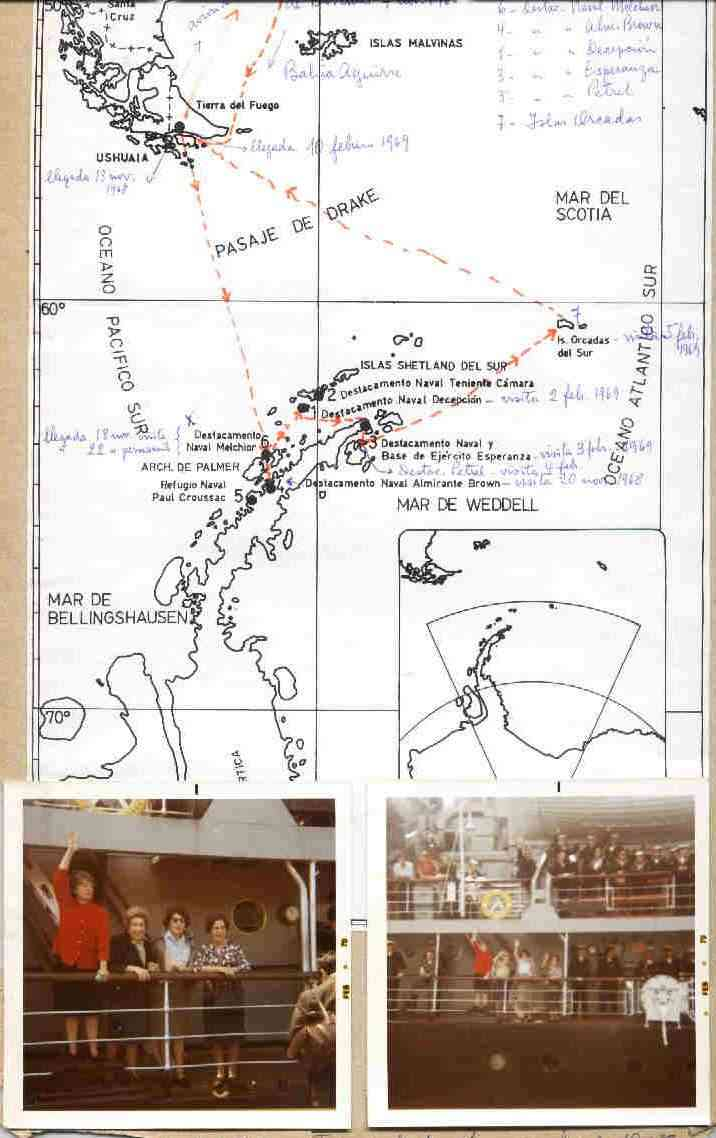
Irene Bernasconi - Ruta del viatge a l'Antàrtida Argentina, 1968

## Expedició a l'Antàrtida
Bernasconi va ser una de les primeres dones científiques argentines que van dirigir recerques a l'Antàrtida després d'haver-hi viatjat el 1968, als 72 anys. Hi anà acompanyada per tres altres científiques; la microbiòloga María Adela Caría, la biòloga marina Elena Martínez Fontes, i la botànica Carmen Pujals.
El vaixell Ara-Bahía Aguirre van arribar a la Base Melchior, a l'illa Observatorio, on estarien dos mesos i mig. Van recórrer en bot mil quilòmetres de litorals i van fer molts desembarcaments per a prendre mostres. Els bussos que les acompanyaven es van submergir 47 vegades per recollir mostrejos de fins a 73 metres de profunditat. Entre les mostres obtingudes destaquen més de dos mil exemplars d'equinoderms, i la troballa d'una família no esmentada per a aquesta regió, i la identificació de l'alga bruna Cystosphaera jacquinotii en el seu lloc d'arrelament, que altres biòlegs havien intentat localitzar infructuosament durant anys.

## Algunes publicacions
- 1955. Equinoideos y asteroideos de la colección del Instituto Oceanográfico de la Universidad de San Pablo: primera contribució  PDF (castellà)
- 1956. Equinoideos y asteroideos de la colección del Instituto Oceanógrafico de la Universidad de San Pablo: segona contribució  PDF (castellà)
- 1958. Asteroideos de la colección del Instituto Oceanográfico de la Universidad de San Pablo  PDF (castellà)

## Premis i honors
- L'abreviatura Bernasconi s'empra per indicar Irene Bernasconi com a autoritat en la descripció i classificació científica en zoologia.
- Premi Dr. Eduardo Ladislao Holmberg de 1947, per la seva obra Asteroides argentinos (estrellas de mar).[11]
- La Direcció nacional de l'Antàrtic / Institut Antàrtic Argentí i el Servei d'Hidrografia Naval argentí va proposar el seu nom el 2018, amb motiu del 50è aniversari de la seva expedició, per a l'Ensenada Bernasconi, a l'Antàrtida, a l'extrem sud-est de la península Jàson.[10][12]
- A la ciutat de Buenos Aires se li ha dedicat un carrer, el Cantero Central Irene Bernasconi: Av. Int. Francisco Rabanal entre Av. Lafuente y Portela, Villa Soldati.[13][14]